# Місто-герой Київ (монета)
«Мі́сто-геро́й Ки́їв» — ювілейна монета номіналом 200 000 карбованців, випущена Національним банком України. Присвячена місту-герою Києву.
Монету було введено в обіг 23 серпня 1995 року. Вона належить до серії «Міста-герої України».

## Опис та характеристики монети
| Номінал карб. | Метал                 | Маса, грам | Діаметр, мм. | Якість виготовлення | Гурт     | Тираж, штук |
| ------------- | --------------------- | ---------- | ------------ | ------------------- | -------- | ----------- |
| 200 000       | мідно-нікелевий сплав | 14,35      | 33,0         | пруф-лайк           | рифлений | 100 000     |

### Аверс
На аверсі монети в центрі кола, утвореного намистовим узором, знаходиться зображення малого Державного Герба України в обрамленні з двох боків гілками калини. Над гербом розміщена дата 1995 — рік карбування монети, під гербом — у два рядки по колу напис «200000 КАРБОВАНЦІВ», який позначає номінальну вартість монети (число 200000 розміщено в розриві намистового узору). Між зовнішнім кантом і намистовим узором вгорі по колу напис «НАЦІОНАЛЬНИЙ БАНК УКРАЇНИ», відокремлений з двох боків від слова «КАРБОВАНЦІВ» розділовими позначками у вигляді ромбів.

### Реверс

Обеліск і Алея Полеглих Героїв

На реверсі монети в центрі на фоні Дніпра і лівобережної частини міста зображено головний фрагмент меморіального комплексу «Парк Вічної Слави» — обеліск Слави на могилі Невідомого солдата і прилегла до нього частина алеї Загиблих героїв з могилами захисників та визволителів Києва. Праворуч від обеліска Слави знаходяться зображення церкви Спаса на Берестові, Великої дзвіниці Києво-Печерської Лаври, дерев та декоративних кущів. Ліворуч від обеліска — гілка каштана з листям і трьома суцвіттями. По колу розміщено написи: вгорі «МІСТО-ГЕРОЙ КИЇВ», внизу «1941 — 1945».

## Автори
- Художники: Олександр Івахненко (аверс), Миколай Кочубей (реверс).
- Скульптори: Олександр Хазов (аверс), Вячеслав Харламов (реверс).

## Вартість монети
Під час введення монети в обіг 1995 року, Національний банк України розповсюджував монету за її номінальною вартістю — 200000 карбованців.
Фактична приблизна вартістьмонети, з роками змінювалася так:
| Рік        | 2005 | 2006 | 2007 | 2008 | 2009 | 2010 | 2011 | 2012 | 2013 | 2014 | 2015 | 2016 | 2017 | 2018 | 2019 | 2020 | 2021 | 2022 | 2023 | 2024 | 2025 |
| ---------- | ---- | ---- | ---- | ---- | ---- | ---- | ---- | ---- | ---- | ---- | ---- | ---- | ---- | ---- | ---- | ---- | ---- | ---- | ---- | ---- | ---- |
| Ціна, грн. | 6    | 10   | 15   | 20   | 20   | 20   | 25   | 35   | 35   | 55   | 100  | 100  | 100  | 120  | 130  | 140  | 150  | 160  | 330  | 350  | 550  |